# Джеймс Гомес
Джеймс Гомес (англ. James Gomez, нар. 14 листопада 2001, Бакарі-Самбуя) — гамбійський футболіст, центральний захисник данського клубу «Оденсе» і національної збірної Гамбії.

## Клубна кар'єра
Народився 14 листопада 2001 року. Вихованець футбольної школи клубу «Реал де Банжул».
2020 року був запрошений до Данії, де став виступати за команду «Горсенс».

## Виступи за збірну
2021 року дебютував в офіційних матчах за національну збірну Гамбії. У її складі був учасником Кубка африканських націй 2021 року в Камеруні.
| Дата       | Місто        | Господарі        | Результат | Гості            | Турнір                                        | Голи | Примітки |
| ---------- | ------------ | ---------------- | --------- | ---------------- | --------------------------------------------- | ---- | -------- |
| 8-6-2021   | Бакау        | Гамбія           | 1 – 0     | Того             | товариський матч                              | 1    |          |
| 11-6-2021  | Манавгат     | Гамбія           | 0 – 1     | Косово           | товариський матч                              | -    | 75'      |
| 12-10-2021 | Бакау        | Гамбія           | 2 – 1     | Південний Судан  | товариський матч                              | -    | 19'      |
| 16-11-2021 | Абу-Дабі     | Нова Зеландія    | 2 – 0     | Гамбія           | товариський матч                              | -    |          |
| 12-1-2022  | Лімбе        | Мавританія       | 0 – 1     | Гамбія           | Кубок африканських націй 2021 - груповий етап | -    |          |
| 16-1-2022  | Лімбе        | Гамбія           | 1 – 1     | Малі             | Кубок африканських націй 2021 - груповий етап | -    |          |
| 20-1-2022  | Лімбе        | Гамбія           | 1 – 0     | Туніс            | Кубок африканських націй 2021 - груповий етап | -    | 89'      |
| 24-1-2022  | Бафусам      | Гвінея           | 0 – 1     | Гамбія           | Кубок африканських націй 2021 - 1/8 фіналу    | -    |          |
| 29-1-2022  | Дуала        | Камерун          | 2 – 0     | Гамбія           | Кубок африканських націй 2021 - чвертьфінал   | -    |          |
| 23-3-2022  | Яунде        | Чад              | 0 – 1     | Гамбія           | Відбір до Кубка африканських націй 2023       | -    |          |
| 4-6-2022   | Тієс         | Гамбія           | 1 – 0     | Південний Судан  | Відбір до Кубка африканських націй 2023       | -    |          |
| 8-6-2022   | Браззавіль   | Республіка Конго | 1 – 0     | Гамбія           | Відбір до Кубка африканських націй 2023       | -    | 53' 78'  |
| 20-11-2022 | Аксу         | Гамбія           | 0 – 0     | Гвінея-Бісау     | товариський матч                              | -    |          |
| 14-6-2023  | Ісмаїлія     | Південний Судан  | 2 – 3     | Гамбія           | Відбір до Кубка африканських націй 2023       | -    |          |
| 10-9-2023  | Марракеш     | Гамбія           | 2 – 2     | Республіка Конго | Відбір до Кубка африканських націй 2023       | -    |          |
| 16-11-2023 | Дар-ес-Салам | Бурунді          | 3 – 2     | Гамбія           | Відбір до ЧС 2026                             | -    | 71'      |
| 15-1-2024  | Ямусукро     | Сенегал          | 3 – 0     | Гамбія           | Кубок африканських націй 2023 - груповий етап | -    |          |
| 19-1-2024  | Ямусукро     | Гвінея           | 1 – 0     | Гамбія           | Кубок африканських націй 2023 - груповий етап | -    |          |
| 23-1-2024  | Буаке        | Гамбія           | 2 – 3     | Камерун          | Кубок африканських націй 2023 - груповий етап | -    |          |
| Усього     |              | Матчів           | 19        |                  | Голів                                         | 1    |          |